# 森野宗明
森野 宗明（もりの むねあき、1930年(昭和5年) - 2022年(令和4年)）は、日本の国語学者、筑波大学名誉教授。

## 人物
東京生まれ。1953年東京教育大学国文科卒、同大学院博士課程単位取得退学。金沢大学教養部助教授、1968年青山学院女子短期大学助教授、筑波大学教授、1994年定年退官、名誉教授。旺文社の大学受験ラジオ講座を担当した。

## 著書
- 『古典標準問題新講』旺文社、1971
- 『王朝貴族社会の女性と言語』有精堂選書、1975
- 『ビーコン基礎　わかる古典』三省堂、1981
- 『鎌倉・室町ことば百話』東京美術選書、1988
- 『古文標準問題精講』3訂版　旺文社、1991

### 共編著
- 『よくわかる中1～3国語』編著 旺文社、1975　中学よくわかるシリーズ
- 『短大の英語・国語』坂本和光、池内輝雄共著 旺文社、1979　大学入試対策シリーズ 傾向と対策
- 佐伯梅友『佐伯文法 形成過程とその特質』小松英雄、北原保雄共編　三省堂、1980
- 『日本文学名作事典 文学のとびらをひらく』栗坪良樹共編著　三省堂、1984

### 訳
- 『伊勢物語』校注・現代語訳　講談社文庫、1972

### 記念論集
- 『言語・文学・国語教育 森野宗明教授退官記念論集』三省堂、1994

## 参考
- 「年譜」『言語・文学・国語教育 森野宗明教授退官記念論集』